# Gabriele Corbo
Gabriele Corbo (Napoli, 11 gennaio 2000) è un calciatore italiano, difensore del Pescara.

## Caratteristiche tecniche
È un difensore centrale, dotato di notevoli doti tecniche e fisiche, nonché di un buon senso della posizione e di carisma. È in grado di rappresentare un punto di riferimento per l'impostazione del gioco dal basso, sia attraverso i passaggi corti, sia i lanci lunghi, e cerca spesso di avanzare palla al piede per creare superiorità numerica.

## Carriera

### Club

#### Gli inizi e lo Spezia
Nato a Napoli e cresciuto nel quartiere Vomero, Corbo inizia a giocare nella Damiano Promotion, scuola calcio locale, per poi militare nei vivai di Inter e Benevento, nonché nella Calcio Azzurri, formazione dilettantistica di Torre Annunziata.
Nel 2014, il difensore entra a far parte del settore giovanile dello Spezia, dove fa tutta la trafila delle varie formazioni, fino ad approdare in Primavera nel 2017, sotto la guida di Riccardo Corallo, che gli assegna anche la fascia da capitano. Nel marzo del 2018, dopo aver partecipato al Torneo di Viareggio e aver attratto l'attenzione di diverse squadre europee (sostenendo anche un provino con il Bayern Monaco) Corbo firma il suo primo contratto da professionista con lo Spezia, valido fino al 30 giugno 2022. L'11 maggio seguente, debutta fra i professionisti, giocando da titolare l'incontro di Serie B in casa dell'Avellino, perso per 1-0.

#### Bologna e prestiti
Il 6 agosto 2018, Corbo passa a titolo definitivo al Bologna, in Serie A, con cui firma un contratto quinquennale. Aggregato inizialmente alla squadra Primavera felsinea, con cui vince il proprio girone di Primavera 2 e la Supercoppa di categoria, il difensore si allena parallelamente con la prima squadra, guidata da Siniša Mihajlović. Il 13 maggio 2019, fa il suo esordio in massima serie, sostituendo Danilo all'86º minuto della sfida contro il Parma, vinta per 4-1: nell'occasione, diventa il primo giocatore nato dopo il 2000 a vestire la maglia rossoblu in un incontro ufficiale.
Dopo aver collezionato altre tre presenze lungo la stagione 2019-2020, di cui due in campionato (tra cui la prima da titolare il 29 luglio 2020 nella sconfitta per 4-0 contro la Fiorentina) e una in Coppa Italia, il 19 settembre 2020 Corbo viene ceduto in prestito con diritto di riscatto all'Ascoli, in Serie B. Partito da titolare nella prima parte dell'annata, viene impiegato meno frequentemente nel girone di ritorno, anche a causa di diversi cambi di allenatore: tuttavia, contribuisce al raggiungimento della salvezza diretta da parte della squadra marchigiana.

#### L'approdo a Montréal
Non impiegato dal Bologna nella prima parte della stagione 2021-2022, il 5 dicembre 2021 Corbo passa in prestito per una stagione al CF Montréal, squadra militante nella Major League Soccer. Lungo il campionato, colleziona 14 presenze, di cui 13 da titolare, contribuendo al raggiungimento dei play-off da parte della formazione canadese, poi eliminata nelle semifinali dell'Eastern Conference dal New York City.
Il 20 marzo 2023, il difensore viene ceduto a titolo definitivo al club canadese, con cui firma un contratto biennale, con un'opzione di estensione per un'altra annata. L'8 giugno seguente, prende parte alla finale del Canadian Championship, in cui Montréal viene però sconfitta per 2-1 dai Vancouver Whitecaps. Lascia il club al termine dell'annata 2024, in seguito al mancato esercizio della sua opzione di rinnovo; ha collezionato in tutto 84 presenze fra campionato e coppe.

#### Córdoba
Il 31 gennaio 2025, Corbo viene ufficialmente ingaggiato dal Córdoba, nella seconda serie spagnola. Dopo essere stato impiegato solo da riserva lungo il resto della stagione, il 2 giugno dello stesso anno viene annunciato che il difensore non avrebbe rinnovato il proprio contratto in scadenza con il club andaluso.

#### Pescara
Il 17 luglio 2025 viene acquistato dal Pescara, neopromosso in Serie B, tornando così in Italia dopo 3 anni.

### Nazionale
Corbo ha rappresentato l'Italia a diversi livelli giovanili, giocando per tutte le nazionali dall'Under-17 all'Under-20.
Nel luglio del 2019, è stato incluso nella rosa partecipante agli Europei Under-19 in Armenia, in cui gli Azzurrini sono stati eliminati al primo turno.

## Statistiche

### Presenze e reti nei club
Statistiche aggiornate al 10 agosto 2025.
| Stagione           | Squadra            | Campionato         | Campionato | Campionato | Coppe nazionali | Coppe nazionali | Coppe nazionali | Coppe continentali | Coppe continentali | Coppe continentali | Altre coppe | Altre coppe | Altre coppe | Totale | Totale |
| Stagione           | Squadra            | Comp               | Pres       | Reti       | Comp            | Pres            | Reti            | Comp               | Pres               | Reti               | Comp        | Pres        | Reti        | Pres   | Reti   |
| ------------------ | ------------------ | ------------------ | ---------- | ---------- | --------------- | --------------- | --------------- | ------------------ | ------------------ | ------------------ | ----------- | ----------- | ----------- | ------ | ------ |
| 2017-2018          | Spezia             | B                  | 1          | 0          | CI              | 0               | 0               |                    | -                  | -                  |             | -           | -           | 1      | 0      |
| 2018-2019          | Bologna            | A                  | 1          | 0          | CI              | 0               | 0               |                    | -                  | -                  |             | -           | -           | 1      | 0      |
| 2019-2020          | Bologna            | A                  | 2          | 0          | CI              | 1               | 0               |                    | -                  | -                  |             | -           | -           | 3      | 0      |
| 2020-2021          | Ascoli             | B                  | 14         | 0          | CI              | 1               | 0               |                    | -                  | -                  |             | -           | -           | 15     | 0      |
| giu.-dic. 2021     | Bologna            | A                  | 0          | 0          | CI              | -               | -               |                    | -                  | -                  |             | -           | -           | 0      | 0      |
| Totale Bologna     | Totale Bologna     | Totale Bologna     | 3          | 0          |                 | 1               | 0               |                    | -                  | -                  |             | -           | -           | 4      | 0      |
| 2022               | CF Montréal        | MLS                | 14         | 0          | CC              | 2               | 0               | CCL                | 1                  | 0                  |             | -           | -           | 17     | 0      |
| 2023               | CF Montréal        | MLS                | 28         | 0          | CC              | 4               | 0               |                    | -                  | -                  | LC          | 2           | 0           | 34     | 0      |
| 2024               | CF Montréal        | MLS                | 28+1       | 0          | CC              | 1               | 0               |                    | -                  | -                  | LC          | 3           | 0           | 33     | 0      |
| Totale CF Montréal | Totale CF Montréal | Totale CF Montréal | 70+1       | 0          |                 | 7               | 0               |                    | 1                  | 0                  |             | 5           | 0           | 84     | 0      |
| gen.-giu. 2025     | Córdoba            | SD                 | 3          | 0          | CR              | 0               | 0               | -                  | -                  | -                  | -           | -           | -           | 3      | 0      |
| 2025-2026          | Pescara            | B                  | 0          | 0          | CI              | 1               | 0               |                    | -                  | -                  |             | -           | -           | 1      | 0      |
| Totale carriera    | Totale carriera    | Totale carriera    | 92         | 0          |                 | 10              | 0               |                    | 1                  | 0                  |             | 5           | 0           | 108    | 0      |

### Cronologia presenze e reti in nazionale
| Cronologia completa delle presenze e delle reti in nazionale ― Italia under 20 | Cronologia completa delle presenze e delle reti in nazionale ― Italia under 20 | Cronologia completa delle presenze e delle reti in nazionale ― Italia under 20 | Cronologia completa delle presenze e delle reti in nazionale ― Italia under 20 | Cronologia completa delle presenze e delle reti in nazionale ― Italia under 20 | Cronologia completa delle presenze e delle reti in nazionale ― Italia under 20 | Cronologia completa delle presenze e delle reti in nazionale ― Italia under 20 | Cronologia completa delle presenze e delle reti in nazionale ― Italia under 20 |
| Data                                                                           | Città                                                                          | In casa                                                                        | Risultato                                                                      | Ospiti                                                                         | Competizione                                                                   | Reti                                                                           | Note                                                                           |
| ------------------------------------------------------------------------------ | ------------------------------------------------------------------------------ | ------------------------------------------------------------------------------ | ------------------------------------------------------------------------------ | ------------------------------------------------------------------------------ | ------------------------------------------------------------------------------ | ------------------------------------------------------------------------------ | ------------------------------------------------------------------------------ |
| 5-9-2019                                                                       | Caldiero                                                                       | Italia under 20                                                                | 2 – 0                                                                          | Polonia under 20                                                               | Under-20 Elite League                                                          | -                                                                              | 72’                                                                            |
| Totale                                                                         |                                                                                | Presenze                                                                       | 1                                                                              |                                                                                | Reti                                                                           | 0                                                                              |                                                                                |

| Cronologia completa delle presenze e delle reti in nazionale ― Italia under 19 | Cronologia completa delle presenze e delle reti in nazionale ― Italia under 19 | Cronologia completa delle presenze e delle reti in nazionale ― Italia under 19 | Cronologia completa delle presenze e delle reti in nazionale ― Italia under 19 | Cronologia completa delle presenze e delle reti in nazionale ― Italia under 19 | Cronologia completa delle presenze e delle reti in nazionale ― Italia under 19 | Cronologia completa delle presenze e delle reti in nazionale ― Italia under 19 | Cronologia completa delle presenze e delle reti in nazionale ― Italia under 19 |
| Data                                                                           | Città                                                                          | In casa                                                                        | Risultato                                                                      | Ospiti                                                                         | Competizione                                                                   | Reti                                                                           | Note                                                                           |
| ------------------------------------------------------------------------------ | ------------------------------------------------------------------------------ | ------------------------------------------------------------------------------ | ------------------------------------------------------------------------------ | ------------------------------------------------------------------------------ | ------------------------------------------------------------------------------ | ------------------------------------------------------------------------------ | ------------------------------------------------------------------------------ |
| 14-8-2018                                                                      | Gorizia                                                                        | Italia under 19                                                                | 3 – 2                                                                          | Croazia under 19                                                               | Amichevole                                                                     | -                                                                              | 60’                                                                            |
| 7-9-2018                                                                       | Castel San Pietro                                                              | Italia under 19                                                                | 0 – 1                                                                          | Portogallo under 19                                                            | Amichevole                                                                     | -                                                                              | 63’                                                                            |
| 10-9-2018                                                                      | Castel San Pietro                                                              | Italia under 19                                                                | 3 – 1                                                                          | Portogallo under 19                                                            | Amichevole                                                                     | -                                                                              | 65’                                                                            |
| 13-10-2018                                                                     | Tallinn                                                                        | Italia under 19                                                                | 3 – 0                                                                          | Finlandia under 19                                                             | Qual. Europeo Under-19 2019                                                    | -                                                                              | 72’                                                                            |
| 19-10-2018                                                                     | Tallinn                                                                        | Danimarca under 19                                                             | 0 – 1                                                                          | Italia under 19                                                                | Qual. Europeo Under-19 2019                                                    | 1                                                                              |                                                                                |
| 16-9-2018                                                                      | Recanati                                                                       | Italia under 19                                                                | 2 – 3                                                                          | Ungheria under 19                                                              | Amichevole                                                                     | -                                                                              |                                                                                |
| 19-9-2018                                                                      | Recanati                                                                       | Italia under 19                                                                | 2 – 4                                                                          | Slovacchia under 19                                                            | Amichevole                                                                     | -                                                                              | 48’                                                                            |
| 5-12-2018                                                                      | Zestaponi                                                                      | Georgia under 19                                                               | 2 – 1                                                                          | Italia under 19                                                                | Amichevole                                                                     | -                                                                              |                                                                                |
| 16-1-2019                                                                      | Caserta                                                                        | Italia under 19                                                                | 3 – 0                                                                          | Spagna under 19                                                                | Amichevole                                                                     | -                                                                              |                                                                                |
| 13-2-2019                                                                      | Siena                                                                          | Italia under 19                                                                | 2 – 1                                                                          | Francia under 19                                                               | Amichevole                                                                     | -                                                                              | 66’                                                                            |
| Totale                                                                         |                                                                                | Presenze                                                                       | 10                                                                             |                                                                                | Reti                                                                           | 1                                                                              |                                                                                |

## Palmarès

### Club

#### Competizioni giovanili
- Torneo di Viareggio: 1

Bologna: 2019
- Campionato Primavera 2: 1

Bologna: 2018-2019
- Supercoppa Primavera 2: 1

Bologna: 2019